# 黃熠棠
黃熠棠（遊戲代號：Maple、楓棠歲月，1997年10月10日—）是一名台灣《英雄聯盟》職業選手，目前已在2024年宣布退役。隨後，2025年7月15日PSG Talon正式官宣重新加入。

## 團隊榮譽
- 2013年 戴爾國際邀請賽 冠軍
- 2014年 香港電競大賽冬季季後賽 冠軍
- 2014年 CGA Major League 冠軍
- 2014年 第二屆香港電子競技總決賽 冠軍
- 2015年 IEM英特爾極限高手盃 Season 9 台北站 冠軍
- 2015年  LMS區域選拔賽 冠軍
- 2015年 英雄聯盟世界大賽八強
- 2015年 第三屆香港電子競技總決賽 冠軍
- 2016年 LMS職業聯賽春季賽 總冠軍[3]
- 2016年 英雄聯盟季中邀請賽四強
- 2016年 LMS職業聯賽夏季賽 總冠軍[4]
- 2017年 IEM英特爾極限高手盃 Season11 總冠軍[5]
- 2017年 LMS職業聯賽春季賽 總冠軍
- 2017年 英雄聯盟季中邀請賽 四強
- 2017年 LMS職業聯賽夏季賽 總冠軍
- 2018年 LMS職業聯賽春季賽 總冠軍
- 2018年 英雄聯盟季中邀請賽 四強
- 2018年 LMS職業聯賽夏季賽 總冠軍
- 2018年 德瑪西亞杯冬季站  四強
- 2019年 LPL聯賽夏季季後賽 八強
- 2021年 英雄聯盟季中邀請賽 四強
- 2024年 KeSPA Cup 2024 第五名

## 個人榮譽
- 2016年 LMS職業聯賽春季賽

最佳五人
MVP（第二名）
- 2016年 LMS職業聯賽春季季後賽 MVP
- 2016年 Riot巴塞隆納全明星賽 LMS賽區代表選手[6]
- 2016年 Riot巴塞隆納全明星賽 1v1單挑賽 亞軍
- 2017年 LMS職業聯賽春季賽

最佳五人
MVP（第一名）

## 外部連結
- Maple的Facebook專頁
- Maple （页面存档备份，存于）的Twitch
- Maple （页面存档备份，存于）在Leaguepedia的頁面（英文）